# Alfred Dunhill Masters
De Alfred Dunhill Masters was een golftoernooi van de Australaziatische PGA Tour. Het toernooi werd gespeeld van 1994 tot en met 1996.

## Winnaars
- 1994:  Jack Kay Jr.
- 1995:  Michael Campbell
- 1996:  Bernhard Langer